# 城巴73線
城巴73線是香港島的一條日間巴士路線，來往數碼港／華富（北）及赤柱市集之間。本路線是目前港島南區最長的區內巴士路線，全程行車里數為16.4公里。
城巴73P線為73的特別班次，逢星期一至五上課日早上單向由深灣開出兩班往數碼港。
城巴73S線亦為73的特別班次，由赤柱村單向開往海洋公園，只於端午節正日及赤柱聖誕市集舉辦期間提供服務，以方便於赤柱遊玩的市民到海洋公園站接駁港鐵，沿線只停數個主要中途站。

## 歷史
- 1927年6月26日：香港仔街坊汽車開辦一條來往香港仔及赤柱的路線，是港島南區首條區內巴士線，收費25仙，每天對開三班。[3]
- 1933年6月11日：中巴在港島的地區專營權生效，但並沒有接辦該路線。
- 1934年：中巴開辦本路線的前身7A，來往香港仔及赤柱之間。
- 第二次世界大戰：停駛。
- 1948年12月1日：恢復服務，每小時一班車。
- 1955年：增設香港仔至淺水灣短途班次。
- 1960年7月1日：每日中午至黃昏增設香港仔至黃竹坑短途班次，每15分鐘一班，以方便往返葛量洪醫院人士。
- 1972年2月7日：7A線與16號線（當時來往赤柱村及赤柱炮台）合併，路線延長至華富（北），赤柱總站也遷至赤柱炮台。來往赤柱炮台及華富的班次，袛於每日早上至黃昏行走，每小時一班。而來往淺水灣的班次則於每日早上至晚上行走，每20至30分鐘一班。
- 1973年9月9日：由於當時黃竹坑附近道路經常塞車令巴士班次失準，故路線縮短至赤柱村，收費$0.7。
- 1975年1月1日：配合南區巴士路線重組，編號改為73；中巴同時也把班次加密至15分鐘一班，並分拆出74號線（當時來往華富及淺水灣，已取消）。
- 1980年8月16日：赤柱巴士總站遷往赤柱監獄。
- 1995年9月1日：改由城巴接辦經營。
- 1996年7月4日：改派利蘭奧林比安10.4米空調巴士。
- 1999年12月6日：增設八達通短程雙向分段收費，乘客欲使用八達通卡繳付短程分段車資，在上車及下車時均須拍卡各一次。
- 2002年4月3日：為配合數碼港第一期啟用，本線除每日早上部份班次外，路線由華富（北）延長至數碼港。
- 2002年4月22日：73P線投入服務，祇於平日早上提供服務。
- 2003年2月1日：本線假日部份班次會繞經海洋公園，方便市民往來海洋公園遊玩。
- 2008年1月2日：大幅更改73P線的服務，起點站改為逸港居，跟隨主線73前往數碼港，並改為祇於星期一至五上課日提供服務，本線角色由上班路線變成上課路線。
- 2014年1月25日：由於海洋公園附近道路經常被的士及旅遊巴士上落客影響而令巴士班次失準，本線所有班次不再繞經海洋公園。[4]
- 2017年5月30日：73S線投入服務，於端午節正日下午由赤柱村單向開往海洋公園[5][6]，以疏導端午節於南區多個泳灘的人潮往海洋公園站轉乘港鐵。
- 2017年12月9日：73S線配合赤柱廣場舉行聖誕海濱市集，在活動當日及其後兩個周末提供服務。是次活動的起點站設於馬坑邨公共運輸交匯處，不入赤柱村而繞經舂坎角，沿途只停數個主要中途站。[7]
- 2018年5月28日：增設實時抵站時間查詢服務。
- 2018年9月10日：73P線的起點站延長至深灣，並分別提早至07:25及07:35開出。
- 2018年9月30日：南朗山道的南朗山道巴士總站啟用及黃竹坑臨時巴士總站關閉，73P線往數碼港方向遷移至陳白沙紀念中學。[8]
- 2021年12月11日：73S重設赤柱聖誕市集活動服務，於當日至12月27日的星期六、日及公眾假期，及12月24日平安夜提供服務。[9]
- 2023年7月1日：因應城巴新巴專營權合併，本線改由城巴經營。

## 服務時間及班次
73
| 數碼港／華富（北）開 | 數碼港／華富（北）開 | 數碼港／華富（北）開 | 赤柱市集開       | 赤柱市集開   | 赤柱市集開   |
| 日期                 | 服務時間             | 班次（分鐘）         | 日期             | 服務時間     | 班次（分鐘） |
| -------------------- | -------------------- | -------------------- | ---------------- | ------------ | ------------ |
| 星期一至六           | 05:30-06:06          | 12                   | 星期一至六       | 06:20-07:05  | 15           |
| 星期一至六           | 06:06-06:36          | 15                   | 星期一至六       | 07:20-10:00  | 20           |
| 星期一至六           | 06:48、07:01         | 06:48、07:01         | 星期一至六       | 10:00-14:30  | 30           |
| 星期一至六           | 07:15-08:00          | 15                   | 星期一至六       | 14:53        | 14:53        |
| 星期一至六           | 08:10、08:25、08:45  | 08:10、08:25、08:45  | 星期一至六       | 15:13-19:53  | 20           |
| 星期一至六           | 09:05-09:50          | 15                   | 星期一至六       | 20:15        | 20:15        |
| 星期一至六           | 10:10                | 10:10                | 星期一至六       | 20:45-23:45  | 30           |
| 星期一至六           | 10:33-15:03          | 30                   |                  |              |              |
| 星期一至六           | 15:03-20:03          | 20                   |                  |              |              |
| 星期一至六           | 20:03-23:03          | 30                   |                  |              |              |
| 星期日及公眾假期     | 05:30-08:00          | 15                   | 星期日及公眾假期 | 06:20、06:33 | 06:20、06:33 |
| 星期日及公眾假期     | 08:10-18:10          | 15                   | 星期日及公眾假期 | 06:45-07:15  | 15           |
| 星期日及公眾假期     | 18:10-18:50          | 20                   | 星期日及公眾假期 | 07:30-18:00  | 15           |
| 星期日及公眾假期     | 19:14、19:38         | 19:14、19:38         | 星期日及公眾假期 | 18:00-19:00  | 12           |
| 星期日及公眾假期     | 20:03-23:03          | 30                   | 星期日及公眾假期 | 19:15        | 19:15        |
|                      |                      |                      | 星期日及公眾假期 | 19:35-21:15  | 25           |
| 21:15-23:45          | 30                   |                      | 星期日及公眾假期 |              |              |

- 紅字班次以華富為總站

73P
- 深灣開：
  - 星期一至五上課日：07:25、07:35

星期六、日、公眾假期及學校假期不設服務
73S
- 赤柱市集開：17:15

只在端午節及赤柱聖誕市集舉辦當日行走

## 收費
73
全程：$7.4
數碼港／華富開：
| 落車站＼上車站 | 黃竹坑新圍 或之前 | 淺水灣海灘 或之前 | 赤柱市集 或之前 |
| -------------- | ----------------- | ----------------- | --------------- |
| 數碼港起       | $5.1^             | $5.7^             | $7.4            |
| 華富（北）起   | $3.9^             | $5.7^             | $7.4            |
| 鄉村俱樂部起   | 不適用            | $3.5^             | $5.9            |
| 赤柱村起       | 不適用            | 不適用            | $3.5            |

- 有 ^ 之收費必須以八達通卡繳付，並須於下車前再次確認八達通卡方可享有此優惠。

赤柱開：
| 落車站＼上車站 | 黃竹坑新圍 或之前 | 黃竹坑體育館 或之前 | 數碼港 或之前 |
| -------------- | ----------------- | ------------------- | ------------- |
| 赤柱市集起     | $5.9^             | $7.4                | $7.4          |
| 淺水灣海灘起   | $3.5^             | $5.0^               | $5.7          |
| 鄉村俱樂部起   | 不適用            | $5.1                | $5.1          |
| 黃竹坑體育館起 | 不適用            | $3.9                |               |

- 有 ^ 之收費必須以八達通卡繳付，並須於下車前再次確認八達通卡方可享有此優惠。

73P
全程：$3.9
73S
全程：$13.4
| - 本線設有12歲以下小童半價優惠，但不設長者半價優惠。 - 12歲以下合資格殘疾兒童使用「殘疾人士身份」個人八達通繳付車資，均可享有每程$2.0或半價（以較低者為準）的票價優惠；12至64歲合資格殘疾人士使用「殘疾人士身份」個人八達通（包括「樂悠咭」），以及60歲或以上香港居民使用「樂悠咭」繳付車資，均可享有每程$2.0或全費（以較低者為準）的票價優惠。 - 12至64歲合資格殘疾人士如不使用「殘疾人士身份」個人八達通，以及60歲或以上長者如不使用「樂悠咭」繳付車資，必須繳付全費。 - 乘客可以現金或八達通於上車時付款，不設找續。 - 每位成人乘客可免費攜帶最多兩名4歲以下而不佔座位的兒童乘客乘車，超額之4歲以下小童必須繳付小童車費乘車。 - 九龍巴士、城巴及龍運巴士全職員工及家屬（不包括外判職員）可免費乘搭本路線，惟必須拍職員或職員家屬八達通。 - 乘客亦可使用AlipayHK「易乘碼」、支付寶、WeChatHK／微信支付「搭車碼」、銀聯雲閃付「乘車碼」及BOC Pay「乘車碼」、具有感應式支付功能的VISA、Mastercard及銀聯卡，以及Apple Pay、Google Pay及Samsung Pay流動支付平台繳付車資。使用此支付方式的乘客可享有中途下車之分段收費，以及與其他城巴獨營路線或聯營線城巴班次之轉乘優惠，惟不適用於與非城巴路線之轉乘優惠。乘客亦不能享有「公共交通費用補貼計劃」及「長者及合資格殘疾人士公共交通票價優惠計劃」。 |

### 八達通轉乘優惠
乘客登上73線後指定時間內以同一張八達通卡轉乘以下路線，或從以下路線登車後指定時間內以同一張八達通卡轉乘73/73P線，次程可獲車資折扣優惠：
73(P)←→72，次程可獲$1折扣優惠
- 73往赤柱 → 72往銅鑼灣，轉乘時限為60分鐘，乘搭73線必須於下車時再拍卡一次方可享有此優惠
- 72往華貴邨 → 73/73P往數碼港，轉乘時限為90分鐘

73←→72A、78、95C/95P、97、98、592，轉乘時限為90分鐘
- 73往數碼港 → 72A往深灣、95C/95P任何方向、97、98往利東或592往海怡半島，次程可獲$2折扣優惠或全免，車資優惠的數額按73號線分段路程而決定，於黃竹坑新圍之後登上73線的乘客不能享有此優惠
- 73往數碼港 → 78往華貴邨，次程可獲$3折扣優惠
- 72A往銅鑼灣、95C/95P任何方向、97往中環、98往香港仔或592往銅鑼灣 → 73往赤柱，次程可獲$2折扣優惠，乘搭73線如在淺水灣海灘或之前下車，須於下車時再拍卡一次
- 78往黃竹坑 → 73往赤柱，次程可獲$3折扣優惠，乘搭73線如在淺水灣海灘或之前下車，須於下車時再拍卡一次

73←→A10
- 73往數碼港 → A10往機場，回贈首程車資，轉乘時限為90分鐘
- A10往鴨脷洲 → 73往赤柱，次程車資全免，轉乘時限為120分鐘

## 使用車輛
受赤柱及淺水灣一帶的路面影響，本線祇能使用長度11.3米或以下的巴士行走。
現時本線主要使用亞歷山大丹尼士Enviro 500MMC 11.3m（91XX）行走本線，間中會有亞歷山大丹尼士Enviro 400 10.5米雙層低地台巴士（70XX）行走。

## 行車路線
73
- 數碼港／華富（北）開經：資訊道、數碼港道、域多利道、華康街、華景街、華富道、石排灣道、香港仔海旁道、香港仔大道、黃竹坑道、香島道、淺水灣道、赤柱峽道、赤柱村道、東頭灣道及赤柱村道。
- 赤柱市集開經：赤柱灘道、赤柱村道、赤柱峽道、淺水灣道、香島道、黃竹坑道、香港仔海旁道、石排灣道、華富道、華景街、華康街、域多利道、數碼港道及資訊道。

每日上午繁忙時間往返華富（北）班次，不駛經斜體字之路段。
73P
經：深灣道、南朗山道、黃竹坑巴士總站、南朗山道、黃竹坑道、香港仔海傍道、石排灣道、華富道、華景街、華康街、域多利道、數碼港道及資訊道。

### 沿線車站

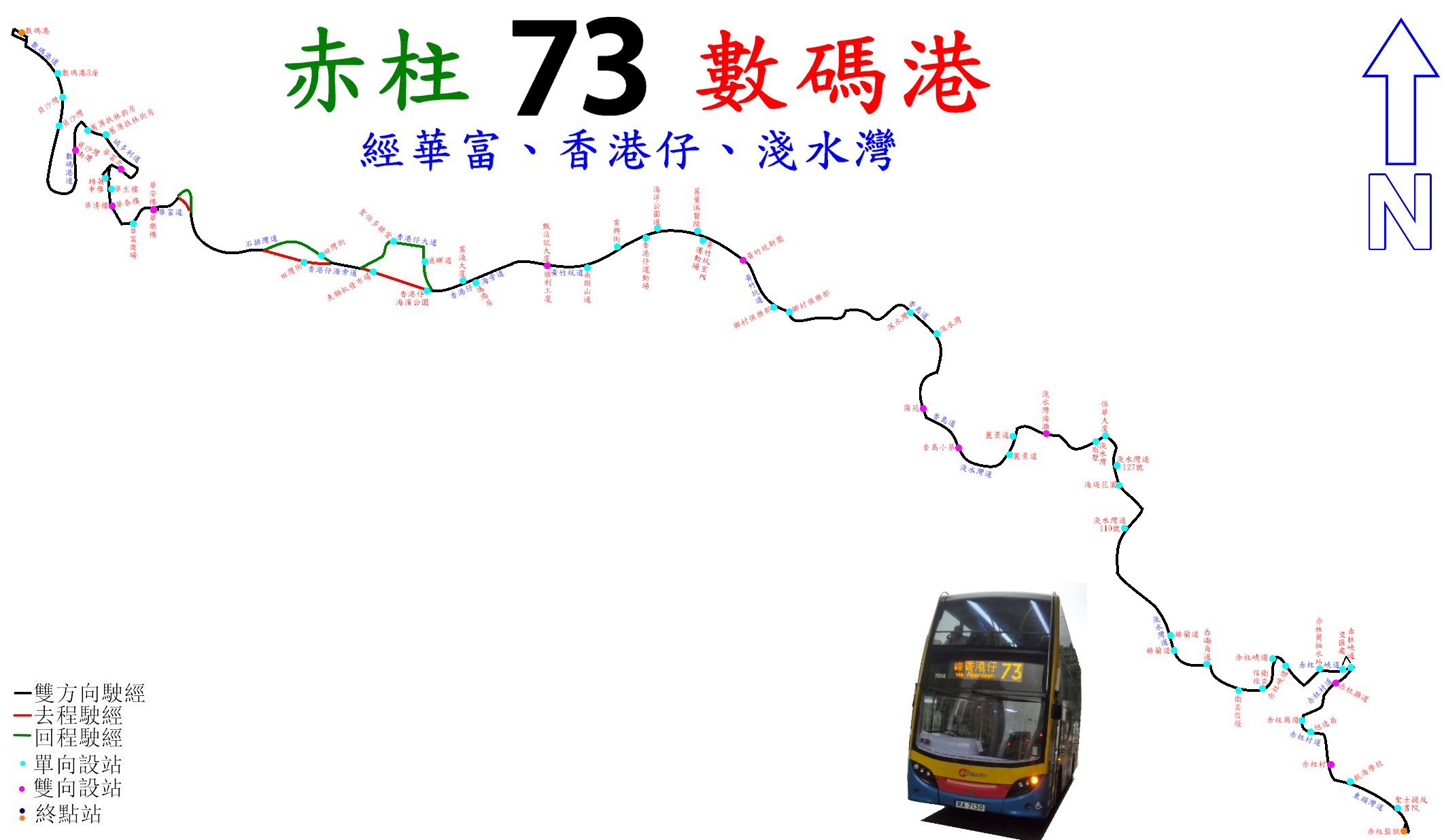
73線的走線圖

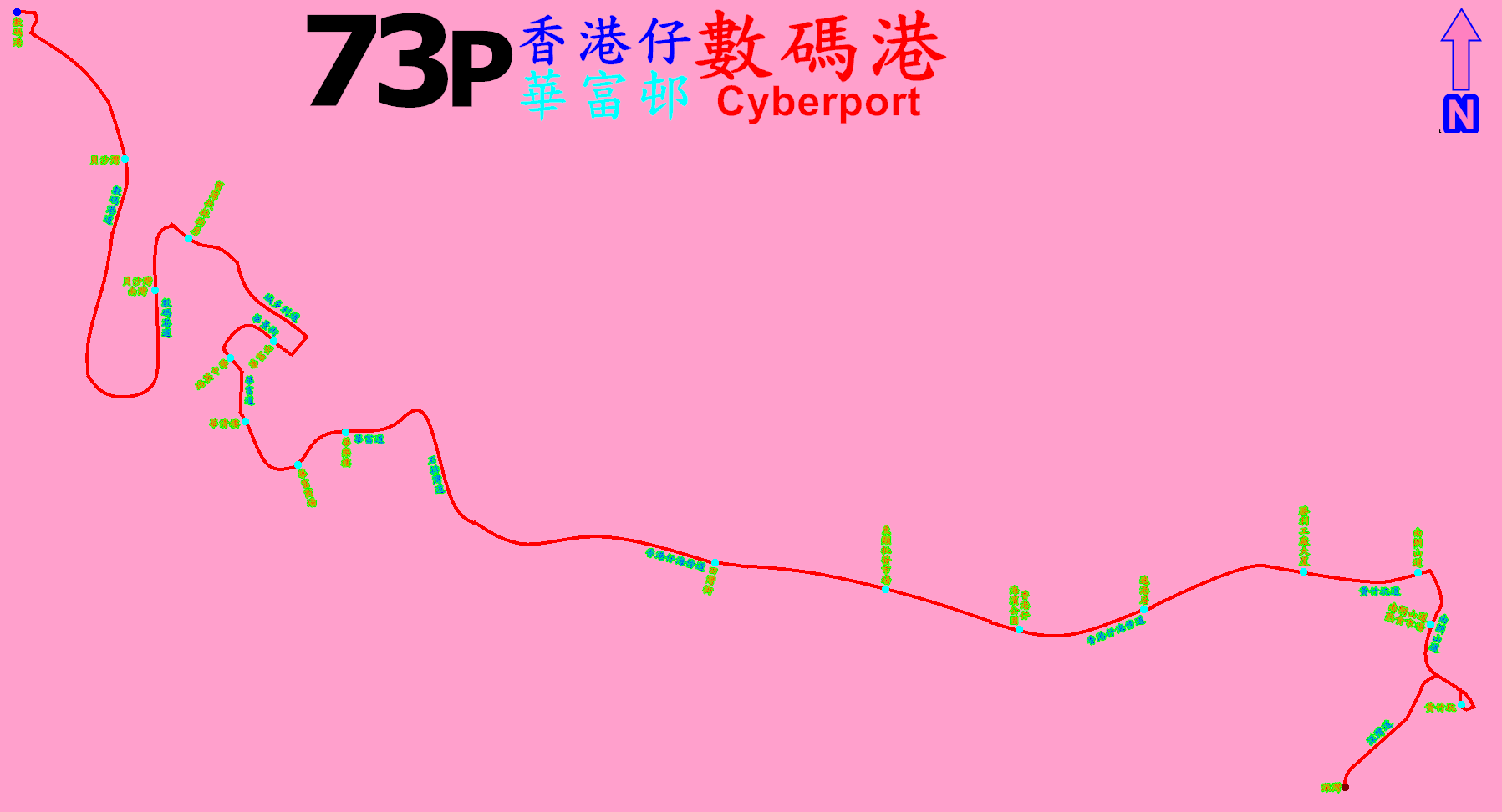
73P線的走線圖

| 數碼港／華富（北）開 | 數碼港／華富（北）開 | 數碼港／華富（北）開 | 赤柱市集（73）／深灣（73P）開 | 赤柱市集（73）／深灣（73P）開 | 赤柱市集（73）／深灣（73P）開 |
| 序號                 | 車站名稱             | 位置                 | 序號                          | 車站名稱                      | 位置                          |
| -------------------- | -------------------- | -------------------- | ----------------------------- | ----------------------------- | ----------------------------- |
| 1*                   | 數碼港               | 數碼港公共運輸交匯處 | 1                             | 赤柱村                        | 赤柱村巴士總站                |
| 2*                   | 數碼港三座           | 數碼港道             | 2                             | 赤柱崗道                      | 赤柱村道                      |
| 3*                   | 貝沙灣               | 數碼港道             | 3                             | 赤柱灘道                      | 赤柱村道                      |
| 4*                   | 貝沙灣南灣           | 數碼港道             | 4                             | 赤柱峽道交匯處                | 赤柱峽道                      |
| 5*                   | 域多利道分區電力站   | 域多利道             | 5                             | 赤柱峽道                      | 赤柱峽道                      |
| 6                    | 華富（北）           | 華景街               | 6                             | 衛奕信徑                      | 赤柱峽道                      |
| 7                    | 華富邨華生樓         | 華富道               | 7                             | 赫蘭道                        | 淺水灣道                      |
| 8                    | 華富邨華泰樓         | 華富道               | 8                             | 淺水灣道102號                 | 淺水灣道                      |
| 9                    | 華富邨華安樓         | 華富道               | 9                             | 淺水灣道90號                  | 淺水灣道                      |
| 10                   | 田灣街               | 石排灣道             | 10                            | 淺水灣別墅                    | 淺水灣道                      |
| 11                   | 聖伯多祿堂           | 香港仔大道           | 11                            | 淺水灣海灘                    | 淺水灣道                      |
| 12                   | 漁暉道               | 香港仔大道           | 12                            | 麗景道                        | 淺水灣道                      |
| 13                   | 業漁大廈             | 香港仔大道           | 13                            | 香島小築                      | 香島道                        |
| 14                   | 甄沾記大廈           | 黃竹坑道             | 14                            | 蒲苑                          | 香島道                        |
| 15                   | 業興街               | 黃竹坑道             | 15                            | 深水灣                        | 香島道                        |
| 16                   | 黃竹坑遊樂場         | 黃竹坑道             | 16                            | 鄉村俱樂部                    | 黃竹坑道                      |
| 17                   | 葛量洪醫院           | 黃竹坑道             | 17                            | 黃竹坑新圍                    | 黃竹坑道                      |
| 18                   | 黃竹坑新圍           | 黃竹坑道             | 18                            | 黃竹坑體育館                  | 黃竹坑道                      |
| 19                   | 鄉村俱樂部           | 黃竹坑道             | 19                            | 黃竹坑遊樂場                  | 黃竹坑道                      |
| 20                   | 深水灣               | 香島道               | ^                             | 深灣                          | 深灣公共運輸交匯處            |
| 21                   | 蒲苑                 | 香島道               | ^                             | 黃竹坑（南朗山）              | 黃竹坑巴士總站                |
| 22                   | 香島小築             | 香島道               | ^                             | 南朗山道熟食市場              | 南朗山道                      |
| 23                   | 麗景道               | 淺水灣道             | 20^                           | 南朗山道                      | 黃竹坑道                      |
| 24                   | 淺水灣海灘           | 淺水灣道             | 21^                           | 勝利工廠大廈                  | 黃竹坑道                      |
| 25                   | 保華大廈             | 淺水灣道             | 22^                           | 逸港居                        | 香港仔海傍道                  |
| 26                   | 淺水灣道127號        | 淺水灣道             | 23^                           | 香港仔海濱公園                | 香港仔海傍道                  |
| 27                   | 赫蘭道               | 淺水灣道             | 24^                           | 香港仔魚類批發市場            | 香港仔海傍道                  |
| 28                   | 舂磡角道             | 赤柱峽道             | 25^                           | 田灣街                        | 香港仔海傍道                  |
| 29                   | 衛奕信徑             | 赤柱峽道             | 26^                           | 華富邨華樂樓                  | 華富道                        |
| 30                   | 赤柱峽道             | 赤柱峽道             | 27^                           | 華富商場                      | 華富道                        |
| 31                   | 赤柱崗抽水站         | 赤柱峽道             | 28^                           | 華富邨華清樓                  | 華富道                        |
| 32                   | 赤柱峽道交匯處       | 赤柱峽道             | 29^                           | 培英中學                      | 華富道                        |
| 33                   | 旭逸居               | 赤柱村道             | 30^                           | 華富（北）                    | 華景街                        |
| 34                   | 海灣園               | 赤柱村道             | 31^*                          | 域多利道分區電力站            | 域多利道                      |
| 35                   | 赤柱村               | 赤柱村道             | 32^*                          | 貝沙灣南灣                    | 數碼港道                      |
| 36                   | 香港航海學校         | 東頭灣道             | 33^*                          | 貝沙灣                        | 數碼港道                      |
| 37                   | 聖士提反書院         | 東頭灣道             | 34^*                          | 數碼港                        | 數碼港公共運輸交匯處          |
| 38                   | 赤柱監獄             | 東頭灣道             |                               |                               |                               |
| 39                   | 聖士提反書院         | 東頭灣道             |                               |                               |                               |
| 40                   | 赤柱村               | 赤柱村巴士總站       |                               |                               |                               |

註：
1. 73線往返華富的班次不停靠有 * 號之車站
2. 73P線停靠有 ^ 號之車站

## 客量
此線平日兩邊總站人流少，又不經赤柱廣場，且被進智公交香港島專線小巴52線（石排灣至赤柱）以車海戰術不斷搶走此路線客源，但此線收費較便宜且服務範圍較廣，下車時拍八達通卡便可以享有短程雙向分段收費，因此仍有一定需求。假日往返深水灣至赤柱一帶泳灘的泳客及郊遊者眾，客量較平日多，因此班次較頻密。
反觀73S路線收費高昂，且乘搭港鐵到達金鐘站後亦須再轉車，乘客寧願繼續一如既往選擇到港島北岸各港鐵站（包括金鐘、銅鑼灣）一帶轉駁其他交通服務，也不會特意前往海洋公園站轉乘港鐵。加上2017年領展赤柱廣場主辦的聖誕海濱市集大會提供了免費穿梭巴士來往赤柱廣場及海洋公園站，導致73S線客量稀少，因此在2018年12月開始，取消聖誕海濱市集之服務。

## 相關事件
2021年5月5日，一輛行走本線的Enviro 400（7023）沿東頭灣道右轉赤柱村道，與一輛沿赤柱村道往黃麻角道行駛的電單車相撞，巴士其後剷上行人路撞向大樹，再衝向前方的赤柱郵政局，巴士左邊車頭及擋風玻璃損毀。郵局外的欄杆、郵筒、矮石牆被撞毀，屋頂木製桁樑亦有明顯裂痕。事件中57歲巴士車長及38歲電單車司機受傷送院。新巴城巴表示已經派員到醫院了解傷者情況，並會配合警方調查。

## 外部連結
- 城巴73線路線圖 （页面存档备份，存于）
- 城巴73線詳細時間表 （页面存档备份，存于）